# Edmund White

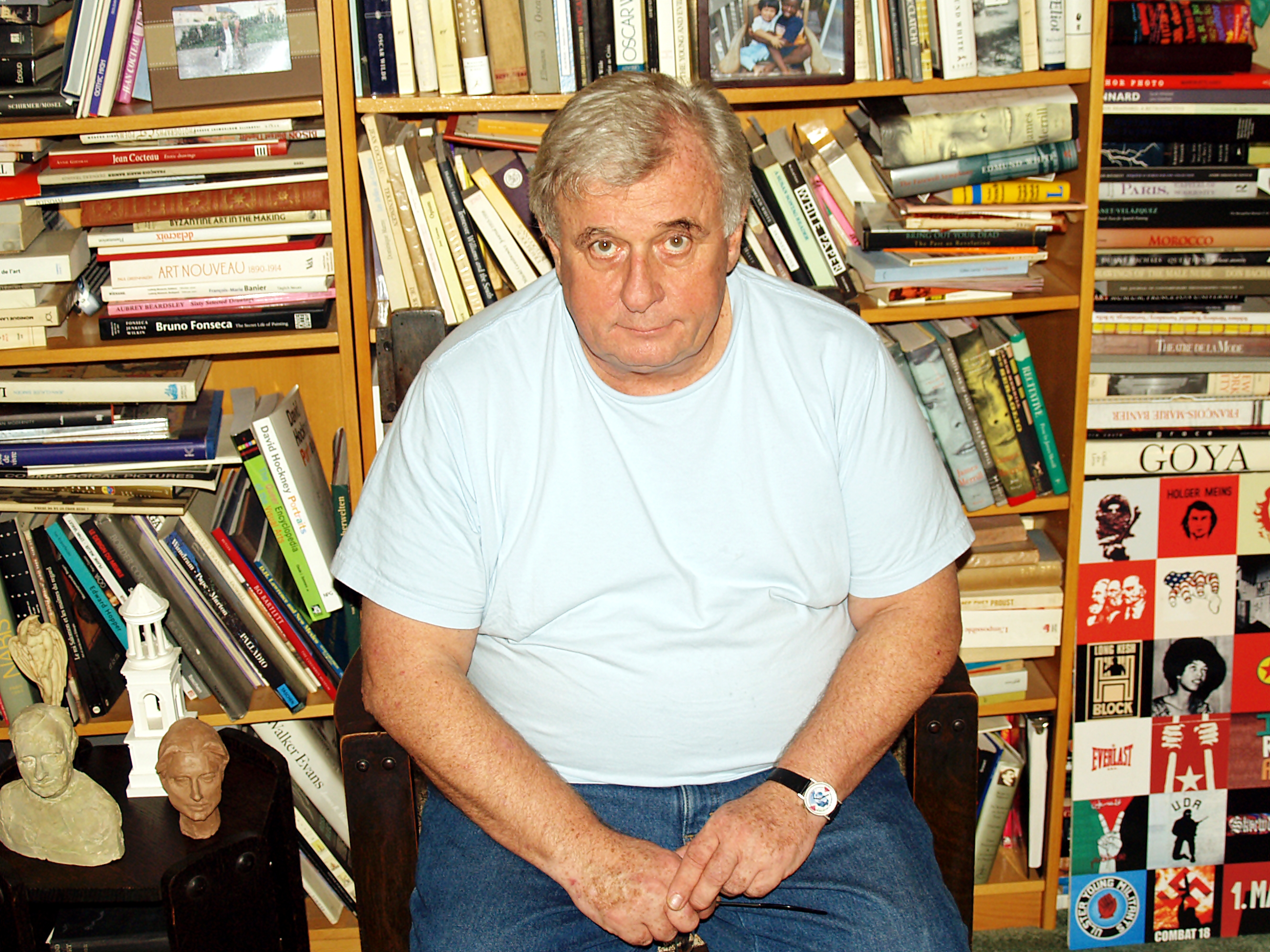
Edmund White (2007)

Edmund Valentine White III (* 13. Januar 1940 in Cincinnati, Ohio; † 3. Juni 2025) war ein US-amerikanischer Schriftsteller und Essayist. Er war von 1998 bis 2006 Professor für kreatives Schreiben an der Princeton University und gilt als einer der wichtigsten zeitgenössischen homosexuellen Autoren.

## Leben
Edmund White wurde 1940 in Cincinnati als Sohn eines Industriekaufmanns und einer Kinderpsychologin geboren und graduierte von der Cranbrook School (heute: Cranbrook Kingswood School). Seine Eltern ließen sich scheiden, als er sieben Jahre alt war. Die Mutter zog mit ihm und seiner Schwester nach Evanston, Illinois. Mit fünfzehn Jahren begann White eine Psychoanalyse, die er rückblickend als „nahezu vollständig destruktiv“ beschrieb. Später habe ihm ein befreundeter Psychoanalytiker, der ebenfalls Autor sei, über einen Zeitraum von zwanzig Jahren sehr geholfen. In Michigan besuchte White eine Internatsschule und nahm anschließend an der University of Michigan das Studium der Sinologie auf. 1962 machte er seinen Bachelor-Abschluss im Chinesischen. Sein Aufnahmeantrag für die Harvard University wurde angenommen – er wollte dort seine Sinologie-Kenntnisse erweitern – folgte jedoch seinem Liebhaber nach New York, wo er sich in die entstehende schwule Subkultur stürzte und ausweislich seiner 2009 erschienenen Lebenserinnerungen (City Boy) zahlreiche erotische Abenteuer erlebte. Er war Augenzeuge der Stonewall-Unruhen im Juni 1969, die als Geburtsstunde der modernen homosexuellen Emanzipationsbewegung gelten, betrachtete den unmittelbaren Anlass jedoch als „dummes Ereignis“, „mehr Dada als Bastille“.
Nach längeren Aufenthalten in New York und Rom arbeitete er von 1962 bis 1970 als Redakteur für den Time-Life-Verlag, danach als leitender Redakteur für die The Saturday Review (1972–1973) und als Herausgeber der Zeitschrift Horizon (1974–75). Von 1977 bis 1979 war er Assistenz-Professor an der Johns Hopkins University, wo er nach eigenen Worten „vor allem sich selbst“ unterrichtete, zumal einige Studenten „besser gebildet“ gewesen seien als er: „Am Anfang diente mir die Hochschultätigkeit dazu, mir über meine eigenen Methoden klar zu werden. Dann nutzte ich den Unterricht, um meine Arbeit zu verbessern. Zum Beispiel war ich schwach im Erfinden von Handlungssträngen und daher sprach ich vor den Studenten viel darüber, wie ein starker 'Plot' entsteht und wie man die Romane und Kurzgeschichten anderer Autoren unter diesem Aspekt analysieren kann.“ Anschließend unterrichtete er Literatur an der Columbia University School of Arts (1980/82). Zusammen mit sechs anderen schwulen Autoren begründete er die literarische Gruppe Violet Quill. Mitglieder dieser Gruppe waren: Christopher Cox, Robert Ferro, Michael Grumley, Andrew Holleran, Felice Picano und George Whitmore. Diese Gruppe bildete einen Kern der in den 1970er Jahren entstehenden Schwulenliteratur in den USA. Nachdem ein Großteil der Autoren dieser Zeit (darunter vier der Violet Quill-Gruppe) inzwischen an AIDS gestorben waren, sah White sich als „Überlebender“, dem seine Zeitgenossen abhandenkamen. Er selbst hat öffentlich mitgeteilt, seit 1985 davon zu wissen, HIV-positiv zu sein.
Nach einer neunzehnjährigen Beziehung heiratete er im November 2013 seinen Partner Michael Carroll.
1983 erhielt White auf Empfehlung seiner Freundin Susan Sontag ein Guggenheim-Stipendium und zog nach Paris. Dort lebte er bis 1990 und kehrte auch danach immer wieder in die französische Hauptstadt zurück. In den Jahren 1990/92 war White Professor an der Brown University, seit 1998 unterrichtete er in Princeton, wo er von 2002 bis 2006 das Creative Writing-Programm leitete. 2016 wurde White zum „Staatsschreiber“ von New York ernannt.
Im Juni 2025 starb er im Alter von 85 Jahren.

## Werk

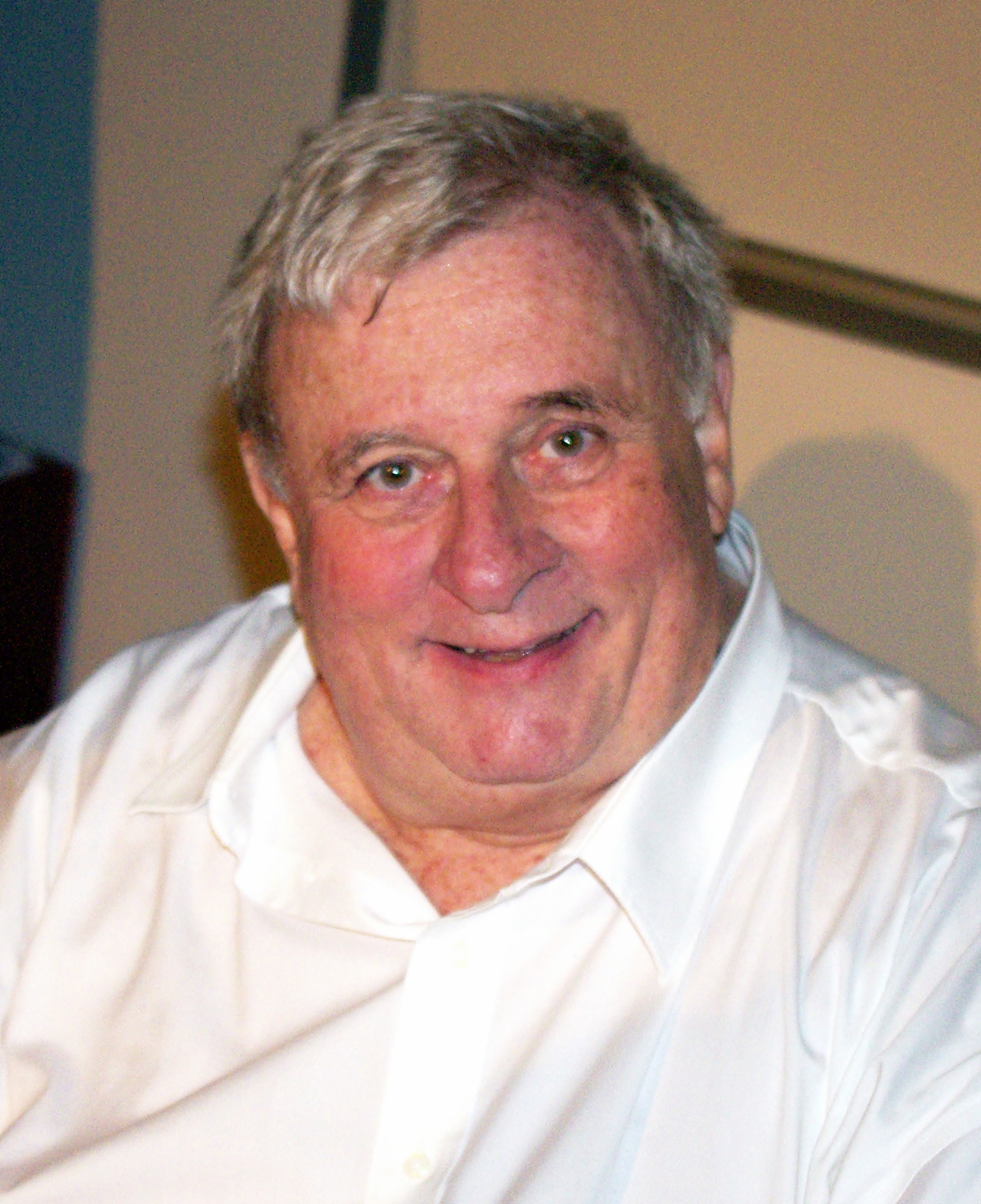
Edmund White (2011)

Nach Whites ersten Erzählungen Forgetting Elena (1973), einer beißenden Satire über das schwule Leben auf Fire Island, und Notturno für den König von Neapel (1978) erschien 1982 als erster Titel in einer Reihe autobiografischer Romane Selbstbildnis eines Jünglings. Geschildert wird das Ende der Kindheit eines Jungen, der seine Homosexualität entdeckt und herauszufinden versucht, wie er mit dieser Entdeckung umgehen soll. Nach seiner HIV-Diagnose veröffentlichte er den sarkastischen Comic Caracole, eine Satire über die Ausschweifungen der Bewohner in einer imaginären Stadt. Diesem Buch folgten Und das schöne Zimmer ist leer (1988), Abschiedssymphonie (1997) und The Married Man (2000). Damit ist die Tetralogie seiner autobiografischen Romane abgeschlossen. 
In seinen Erinnerungen City Boy (2009, dt. 2015) beschäftigte sich White vor allem mit dem New York der 1960er und 1970er Jahre, seinem Leben in der dortigen Subkultur, der Entstehung der schwulen Emanzipationsbewegung und seinen diversen Auslandsaufenthalten. Daneben blickte er auf seinen beruflichen Werdegang im Journalismus und als freier Autor zurück. Unter dem Titel Skinned Alive (dt. Bei lebendigem Leibe, 1998) erschienen 1995 Kurzgeschichten. White verfasste zwei Biografien – über Jean Genet 1993 und über Marcel Proust 1999. Gemeinsam mit Charles Silverstein verfasste er den Sex-Ratgeber Die Freuden der Schwulen (1977), eine Arbeit, die er als „ganz großes Coming Out“ und „politischen Akt“ einordnete, weil er sich damit zum „Sprecher“ der Schwulenbewegung gemacht habe. 1994 erschien der Sammelband Die brennende Bibliothek mit ab 1970 verfassten Essays.
In seinem dort enthaltenen Essay von 1991 Out of the closet onto the bookshelf schrieb White, er habe als Jugendlicher nur zwei Bücher mit homosexuellen Bezügen in der öffentlichen Bibliothek finden können: Der Tod in Venedig von Thomas Mann und die Nijinsky-Biografie, die dessen Ehefrau verfasst hatte. In beiden Büchern empfand er den Blick auf Homosexualität als außerordentlich negativ. Dies geändert zu haben, sah White als ein großes Verdienst der Generation von Autoren an, der er selbst angehörte.
Die Washington Post schrieb über das Werk von White: „Was immer seine Quellen sind – alles, was White veröffentlicht, ist einnehmend und intelligent, beruht auf vielfältiger, ja unerwarteter Bildung, wendet sich instinktiv dem Autobiografischen und Anekdotischen zu und entspringt dem starken Wunsch, uns daran zu erinnern, dass Autoren, Künstler und Darsteller im Licht des jeweiligen historischen Augenblicks bewertet werden müssen.“ Die „größte Errungenschaft“ des Autors sei es, seinen Lesern einen Einblick in „das Geschenk und die Last“ eines schwulen Lebens zu geben. Dabei habe er immer gefordert, „niemals die Lust zu verschmähen“ und dabei bedauert, dass Sex von Amerikanern, speziell Puritanern, nicht als Lebenskunst und Zuneigung geschätzt wird, sondern zur Offenbarung, „transzendenten“ Sinnsuche und Vervollkommnung herhalten muss.

## Auszeichnungen
- 1982: Award for Literature der American Academy of Arts and Letters
- 1989: Lambda Literary Award für The Beautiful Room Is Empty
- 1994: National Book Critics Circle Award und Lambda Literary Award für die Biografie Genets
- 2000: Preis des Festivals von Deauville für sein Gesamtwerk
- 2018: PEN/Saul Bellow Award for Achievement in American Fiction

White ist Mitglied der American Academy of Arts and Letters und der American Academy of Arts and Sciences (1999).

## Werke (Auswahl)
- Forgetting Elena. Erzählung. 1973
- mit Charles Silverstein: The joy of gay sex. Ratgeber. Mitchell Beazley Publishers, London 1977.
  - Deutsche Ausgabe: Die Freuden der Schwulen. Ein Handbuch zum Leben und Lieben. Aus dem amerikanischen Englisch übersetzt von Gerd-Christian von Maltzahn. Bruno Gmünder Verlag, Berlin 1984, ISBN 3-924163-02-2.
  - Neuausgabe: Die Freuden der Schwulen. Ein Handbuch zum Leben und Lieben. Aus dem amerikanischen Englisch übersetzt und überarbeitet von Gerd-Christian von Maltzahn und Marcelo Strumpf. Bruno Gmünder Verlag, Berlin 1984, ISBN 3-924163-42-1.
- Nocturnes for the King of Naples. Roman. Verlag St. Martin’s Press, New York 1978
  - Deutsche Ausgabe: Notturno für den König von Neapel. Übersetzt von Manfred Ohl und Hans Sartorius. Rowohlt, Reinbek bei Hamburg 1981, ISBN 3-498-07291-9.
- States of desire. 1980
  - Deutsche Ausgabe: Staaten der Sehnsucht. Reisen durch Gay America. S. Fischer, Frankfurt 1982, ISBN 3-10-091201-2.
- A boy’s own story. Autobiografischer Roman. 1982
  - Deutsche Ausgabe: Selbstbildnis eines Jünglings. Kindler, München 1990, ISBN 3-463-40108-8.
- Caracole. Roman. 1985
- The beautiful room is empty. 1988
  - Deutsche Ausgabe: Und das schöne Zimmer ist leer. Roman. Kindler, München 1991, ISBN 3-463-40109-6.
- mit Adam Mars-Jones: The darker proof. 1987
  - Deutsche Ausgabe: Nicht anders als das Feuer. Eindeutig positiv… Geschichten. Rowohlt, Reinbek bei Hamburg 1988, ISBN 3-499-12422-X.
- Jean Genet. Biographie. 1993
  - Deutsche Ausgabe: Jean Genet. Kindler, München 1993, ISBN 3-463-40216-5.
- The burning library. 1994
  - Deutsche Ausgabe: Die brennende Bibliothek. Essays. Kindler, München 1996, ISBN 3-463-40257-2.
- Skinned alive. Stories. 1995
  - Deutsche Ausgabe: Bei lebendigem Leibe. Kindler, München 1998, ISBN 3-463-40289-0.
- The Flâneur. 1995
  - Deutsche Ausgabe: Gebrauchsanweisung für Paris. Piper, München/Zürich 2003, ISBN 3-492-27521-4.
  - Deutsche Ausgabe: Der Flaneur. Streifzüge durch das andere Paris. Übersetzt von Heinz Vrchota. Albino Verlag, Berlin 2016, ISBN 978-3-95985-079-7.
- The farewell symphony. 1997
  - Deutsche Ausgabe: Abschiedssymphonie. Roman. Kindler, München 2000, ISBN 3-463-40319-6.
- Marcel Proust. Biografie. 1999
  - Deutsche Ausgabe: Proust. Claassen, München 2001, ISBN 3-546-00228-8.
- The Married Man. Autobiografischer Roman. 2000
- City Boy. My Life in New York during the 1960s and '70s. Autobiografischer Roman. Bloomsbury, New York City 2009, ISBN 978-1-59691-402-5.
  - Deutsche Ausgabe: City Boy. Mein Leben in New York. Übersetzt von Joachim Bartholomae. Albino Verlag, Berlin 2015, ISBN 978-3-86787-849-4.
- Jack Holmes and his friend. Roman. 2012
  - Deutsche Ausgabe: Jack Holmes und sein Freund. Bruno Gmünder Verlag, Berlin 2012, ISBN 3-86787-435-2.
- Our Young Man. Roman. 2016
  - Deutsche Ausgabe: Die Gaben der Schönheit. Übersetzt von Peter Peschke. Bruno Gmünder Verlag, Berlin 2017, ISBN 978-3-95985-232-6.
- A Previous Life. Bloomsbury, New York 2022, ISBN 978-1-63557-727-3.
- The Loves of My Life: A Sex Memoir. Bloomsbury, London 2025, ISBN 978-1-5266-8670-1.

Schauspiel
- Terre Haute, UA: 2006 Edinburgh Festival Fringe. Veröffentlicht 2010 bei Matthew Drama, London 2007, ISBN 978-0-7136-8794-1.